# Bellesguard

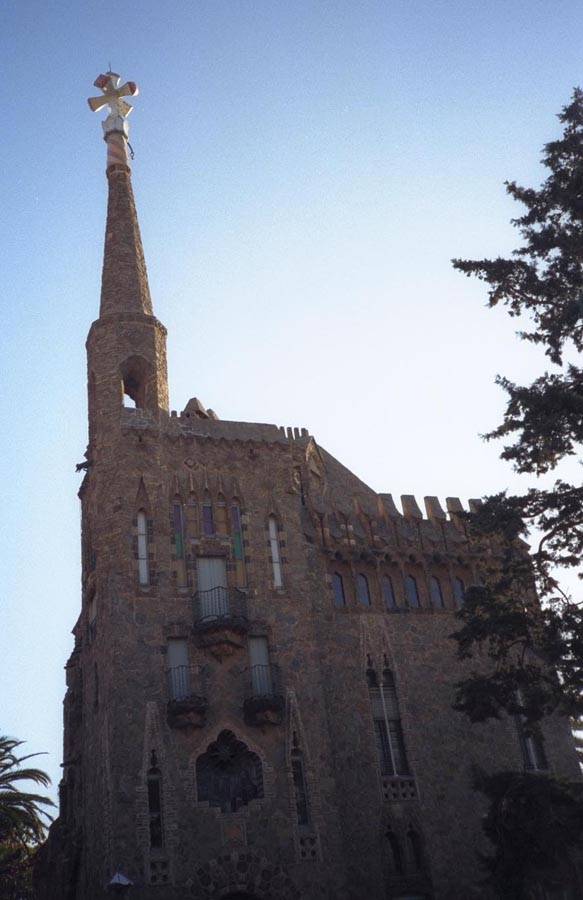
Bellesguard

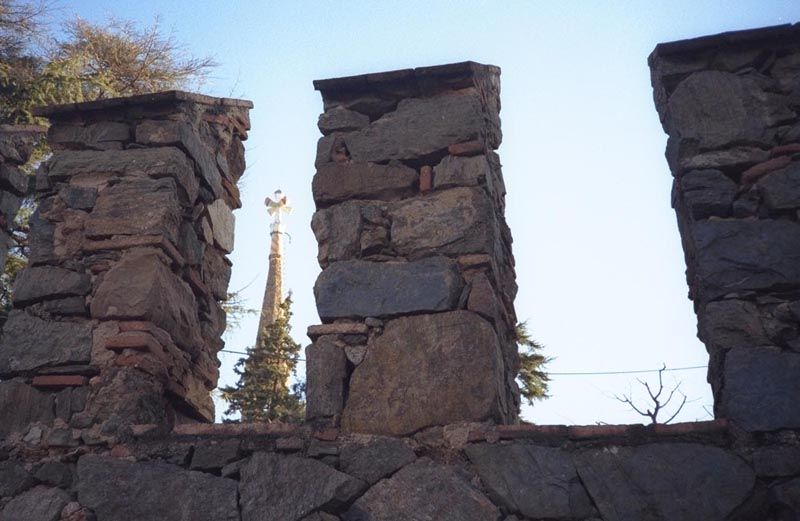
Kantelen langs de dakrand

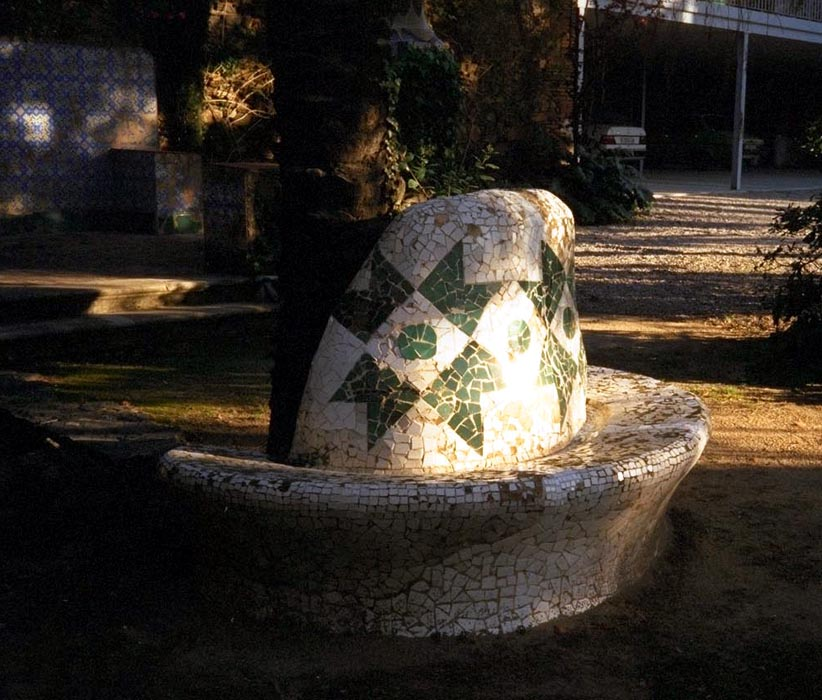
In de tuin

Het herenhuis Bellesguard, ook wel Casa Figueras genoemd, werd gebouwd tussen 1900 en 1909 aan de Carrer de Bellesguard 16-20 in Barcelona voor Doña María Sagués (de weduwe van Figueras) volgens ontwerpen van de Spaans/Catalaanse architect Antoni Gaudí.
Zoals vele van de bouwwerken van Gaudí werd het huis niet onder zijn leiding geheel voltooid. De architect Domènech Sugrañes nam van Gaudí de fakkel over en vervolmaakte in 1917 de bouw.

## Achtergronden
Het huis Bellesguard was bedoeld voor de familie Figueras. Het bevindt zich halverwege de heuvel Collserola, in dezelfde streek waar in de 15e eeuw koning Martin I van Aragon (bijnaam Martí l'Humà, ofwel de 'menselijke') als laatste van een Catalaanse koningsdynastie en afstammeling van Guifred le Velu in 1408 een zomerresidentie had laten bouwen net buiten de stad. Die oude residentie heette "Bell esguard" (= 'fraaie blik', 'mooi uitzicht') en het bood een panoramische blik op de stad Barcelona.
Als symbool van Catalonië werd de gotische Catalaanse stijl van die residentie in het gebouw van Gaudí overgenomen, in licht gemoderniseerde vorm. Het resultaat is een geniale harmonie tussen twee stijlperioden (de oude gotiek en de modernistische tijd) en het totaal maakt een "neo-middeleeuwse" indruk.
Oude elementen (zoals kantelen langs de dakrand, de structuur van de muren en binnenplaatsen, en zelfs materialen) van het oude kasteel werden bij de bouw van het nieuwe Bellesguard hergebruikt. Dit is er de oorzaak van dat het gebouw aan de buitenzijde aan een kasteeltje of paleiskapelletje doet denken. Overigens zijn ook delen van het oude paleis naast het nieuwe gebouw als ruïne bewaard gebleven: via een verlegd kerkhofpad wordt de ruïne met het huis verbonden in de tuin.
Ander opvallend kenmerk is dat in de gevel van dit gebouw geen echt duidelijke Moorse invloeden voorkomen zoals in vele andere gebouwen van Gaudí, en ook is het kleurgebruik opvallend: grote mozaïeken of gekleurde torenspits zijn afwezig. Slechts naast de gietijzeren hoofdpoort prijken twee kleine mozaïekjes van een vismotief met een familiewapen.
Het gebouw is opgetrokken uit natuursteen (leisteen en graniet uit de streek) en baksteen, en heeft sterk verticale lijnen, die versterkt worden door een rank torentje met een kruismotief op de spits. Het gebruik van steensoorten uit de streek is ook een Gaudíaans aspect en toont het meesterschap van de architect. Gaudí volgde een dergelijk granietgebruik ook in La Pedrera en in de "School van de Heilige Thérèse". De binnenzijde van het huis is opvallend licht doordat de boogconstructies op de begane grond en eerste verdieping uit wit pleisterwerk bestaan, terwijl op de zolderverdieping gemetselde bakstenen boogconstructies zichtbaar zijn. Ook geven de vele ramen een grote lichtinval. Het met wit gips bepleiseren van muren was ook een vernieuwend element in de bouwstijl van Gaudí. Door toepassing van dit pleisterwerk werden ook veel zichtbare hoeken in de strenge structuur afgezwakt tot glooiende ronde vormen. Het interieur doet - mede door toepassing van de zachte vormen en glas-in-loodramen veel meer aan een jugendstil-villa denken dan het robuuste kasteel exterieur doet vermoeden. Hoewel de plattegrond van het gebouw bijna volmaakt vierkant is, doet het gebouw aan als een opklimmende trap richting torenspits.

## Anekdote
Gaudí probeerde in vele gebouwen een verband te leggen met andere bouwwerken van hem. Bijvoorbeeld in het Casa Batlló en het Casa Milà projecteerde hij boogconstructies vanwaaruit men zelfs tegenwoordig nog de torens van de Sagrada Família kan zien.
Ook in het Parc Güell is een plek met de tekst «las Tres Cruces» (de drie kruizen), met aan één zijde een hoofdkruis, en aan de andere zijde een driekhoek ingesloten door twee andere kruisen. Wanneer men dan vanaf de hoofdas van deze kruizendriehoek op een zonnige dag in de verte kijkt ziet men het kruis op het torentje van Bellesguard in de zon schitteren.

## Bezoek
Bellesguard is open voor het publiek op dinsdag tot en met zondag tussen 10 uur en 15:00 uur. In het weekend zijn er rondleidingen. Daarnaast kunnen bezoekers te allen tijde gebruik maken van een audiogids via het Wi-Fi-netwerk van Bellesguard.